# Юрковский, Николай Иванович
Никола́й Ива́нович Юрко́вский (19 мая 1919 года — 7 января 1973 года) — советский офицер, Герой Советского Союза, участник Великой Отечественной войны в должности командира разведывательного взвода отдельной моторизированной инженерной разведывательной роты 4-й инженерно-сапёрной бригады 40-й армии 2-го Украинского фронта, старший лейтенант.

## Биография
Родился 19 мая 1919 года в Киеве (Украина). Украинец. Окончил среднюю школу.
В Красной Армии с 1939 года, служил в инженерных войсках. В боях Великой Отечественной войны с 22 июня 1941 года. Воевал на Юго-Западном, Воронежском и 2-м и 3-м Украинских фронтах. Член ВКП(б)/КПСС с 1943 года.
Старшина Н. И. Юрковский, прежде чем стать опытным инженерным разведчиком, прошёл боевую выучку от рядового сапёра до командира взвода инженерной разведки 4-й инженерно-сапёрной бригады Резерва Главного Командования.
Участвуя в боях с первых дней войны, сапёр Н. И. Юрковский изучил все тонкости взрывного дела. Пускал под откос эшелоны, взрывал мосты, минировал дороги. Неоднократно ходил в тыл противника на 5-7 суток, ведя разведку на удалении до 90 километров.
В августе 1944 года старшина Н. И. Юрковский с группой разведчиков вновь пересёк линию фронта. За двое суток разведчики углубились на 60 километров в район румынского города Вама. Здесь в ущелье проходила железная дорога, которую нужно было взорвать. Днём разведчики вели разведку, а в ночь на 12 августа заложили фугасы и заминировали полотно дороги. Дождавшись вражеского эшелона с боеприпасами, произвели его подрыв.
19 октября старшина Н. И. Юрковский с группой разведчиков вновь перешёл линию фронта. Углубившись во вражеский тыл на 90 километров, они достигли района Сату-Маре, собрав по дороге ценные разведданные о противнике. При возвращении 24 октября группа из семи советских разведчиков столкнулась с отрядом противника численностью более 50 человек. В завязавшемся бою советские солдаты уничтожили 12 вражеских солдат и одного офицера, а ещё 40 немецких и венгерских военнослужащих были взяты в плен и доставлены в часть.
С выходом передовых советских частей к реке Тиса перед старшиной Н. И. Юрковским 6 ноября 1944 года была поставлена задача — произвести разведку коммуникаций противника на западном берегу реки и наметить места для наведения паромных переправ с удобными подъездами. Под ураганным огнём разведчик переплыл Тису и успешно выполнил боевое задание. На основании добытых им сведений бригада навела паром в районе венгерского города Токай, по которому на западный берег переправились части 42-й гвардейской стрелковой дивизии, решившие задачу по захвату и удержанию плацдарма на Тисе.
Указом Президиума Верховного Совета СССР от 28 апреля 1945 года за мужество, героизм и отвагу, проявленные при выполнении ответственных специальных заданий в тылу врага, старшине Юрковскому Николаю Ивановичу присвоено звание Героя Советского Союза с вручением ордена Ленина и медали «Золотая Звезда» (№ 7353).
После войны продолжал службу в Вооружённых Силах СССР. Окончил Ленинградское инженерное училище и Московскую высшую инженерную школу. Командовал ротой. С 1954 года старший лейтенант Н. И. Юрковский — в запасе.
Жил в городе Черновцы (Украина). Неоднократно избирался депутатом райсовета. Умер 7 января 1973 года. Похоронен на Русском кладбище в Черновцах.
На данный момент(2024) имеет правнука @ttv.havers в соц. сети TikTok'е

## Награды
- Медаль «Золотая Звезда» Героя Советского Союза;
- орден Ленина;
- орден Отечественной войны I степени;
- орден Отечественной войны II степени;
- медали.